# Microsoft 365 Copilot (application mobile)
Pour l’article homonyme, voir Microsoft 365 Copilot pour la version sur ordinateur.
Ne doit pas être confondu avec Microsoft Copilot.
Chronologie des versions
Microsoft Office Mobile
Microsoft 365 Copilot, anciennement connue sous le nom de Microsoft Office Mobile, est la déclinaison de la suite bureautique du même nom pour les téléphones et tablettes Android, iPhone, iPad et Windows Phone.
Initialement publié comme Pocket Office pour les Pocket PC sous Windows CE, la version mobile de Microsoft 365 Copilot est maintenant disponible sous la forme d'applications distribuées sur les stores : App Store, Play Store et Windows Store. Toutes les applications de base sont disponibles : Word, Excel et PowerPoint ; mais d'autres applications apparaissent au fur et à mesure : OneNote, Outlook, Teams et SharePoint.

## Histoire et versions

### Office Mobile 1.0 à 4.0
En février 2000, Microsoft annonce « Pocket Office ». La suite contenant alors Pocket Word, Pocket Excel et Pocket Outlook, est destinée à la plateforme Pocket PC. Elle apparaît donc sur les différentes mises à jour du système tels que Windows Mobile 2000 et 2003.

### Office Mobile 5.0 à 9.0
En 2005, avec la sortie de Windows Mobile 5.0, la suite Pocket Office est rebaptisé Office Mobile. PowerPoint est ainsi intégré, avant que OneNote le soit à son tour, dans la version 6.0. Pour finir, la compatibilité Office Open XML a été apportée avec la version 6.1 pour une compatibilité totale avec son homologue pour bureau Microsoft Office 2007.

En Août 2009, à la suite d'un accord entre Microsoft et Nokia, il est annoncé qu'Office Mobile sera portée sur la plate-forme Symbian OS. La première application à apparaître sur les smartphones Nokia est Microsoft Office Outlook, puis en février 2012, suivirent OneNote, Lync, Word, PowerPoint et Excel.

### Office Mobile 10.0 à 14.5
Le 21 octobre 2010, Office Mobile 10 est lancé avec la sortie de Windows Phone 7. Dans Windows Phone, les utilisateurs peuvent accéder et modifier des documents enregistrés sur leurs smartphones ou directement à partir de SkyDrive. Les applications Word, PowerPoint et Excel sont regroupées dans le hub Office qui est préinstallé dans le système d'exploitation. Cependant, OneNote et Lync peuvent être téléchargés 
gratuitement comme application autonome à partir du Windows Store. Suivra Office Mobile 14.5 avec Windows Phone 7.5.

### Office Mobile 15.0
Le 29 octobre 2012, Microsoft publie une nouvelle version d'Office Mobile destiné aux appareils sous Windows Phone 8 et Windows Phone 7.8.
Cela est suivi par la sortie d'Office Mobile pour iPhone le 14 juin 2013, et Office Mobile pour les téléphones Android le 31 juillet 2013.

Les 27 mars 2014 et 29 janvier 2015, Microsoft lance respectivement Office Mobile pour iPad et Office Mobile pour tablette Android.

Toutes ces applications permettent de créer et modifier gratuitement des documents sur les appareils dont l'écran fait moins de 10,1 pouces. Elles peuvent cependant être utilisées sur des appareils de plus de 10,1 pouces mais un abonnement Office 365 sera alors requis et des fonctions supplémentaires seront débloquées. Les applications Office Mobile sont proposées de façon autonome sur iPhone et iPad ainsi que les appareils sous Android 4.4 et ultérieur, mais sous la forme d'un hub pour les appareils sous Android 4.0 et ultérieur.

### Office Mobile 17.0
Le 21 janvier 2015, au cours de la conférence de presse « Windows 10 : The Next Chapter », Microsoft a dévoilé Office Mobile pour Windows 10. Les applications seront universelles, ce qui leur permettra de fonctionner sur tout type d'appareil de 4 à 80 pouces : smartphones, tablettes, ordinateurs. Les applications Word, Excel, et PowerPoint permettront de créer et modifier gratuitement des documents sur les appareils dont l'écran fait moins de 10,1 pouces mais nécessiteront cependant un abonnement Office 365 pour être utilisées sur des appareils de plus de 10,1 pouces.
Le 29 juillet, date de sortie de Windows 10, sont donc disponibles sur le Windows Store : Word, Excel et PowerPoint mais également Courrier & Calendrier, OneNote, Lync et Sway qui eux sont disponibles gratuitement sur tous les appareils même ceux faisant plus de 10,1 pouces. Depuis juillet 2016, toutes ces applications sont en version 17.7.

## Applications

### Word

Logo de Word

Word, autrefois baptisé Pocket Word puis Word Mobile, est inclus dans la déclinaison mobile de la suite Microsoft 365 Copilot depuis sa création. Depuis sa version 6.1, il permet la lecture et l'enregistrement des formats de fichiers *.docx, *.rtf, ainsi que des modèles au format *.dotx.
Le logiciel permet de rédiger des documents avec des options de mise en forme simple, comme le gras/italique/souligné, la mise en place de puces et numéros ainsi que le classique alignement du texte. Seules deux polices sont proposées par le logiciel, à savoir Courier New et Tahoma, mais elles peuvent naturellement voir leurs couleurs modifiées.
La fonctionnalité « Trouver et remplacer » est aussi de la partie, cependant le logiciel n'inclut pas comme son grand frère un correcteur orthographique.

### Excel

Logo d'Excel

Lui aussi disponible dès le lancement de la suite, Excel offre la possibilité de lire et enregistrer des classeurs Excel.
Intégrant des fonctions de mise en forme des cellules, il permet qui plus est l'insertion de graphique, de plus la grande majorité des fonctions de la version de bureau d'Excel sont reconnues.
Il permet aussi un affichage « plein écran », faisant disparaître les barres de défilement ainsi que la barre de navigation entre les feuilles, les menus de Windows restent eux apparents.

### PowerPoint

Logo de PowerPoint.

Inclus depuis la version 5.0 de Microsoft 365 Copilot, ce programme est capable de lire les présentations réalisées dans les versions PC de PowerPoint.
Cependant il ne permet de créer des documents que dans la version 17 pour Windows 10, les versions précédentes ne le permettent pas même de manière très simpliste.
Pour pallier la faible résolution des écrans des terminaux Windows Mobile, une fonction de zoom est proposée.

### Outlook

Logo d'Outlook dans sa version mobile.

Outlook, le gestionnaire d'informations personnelles de la suite Microsoft 365 Copilot pour ordinateurs, fait lui aussi partie de sa déclinaison mobile. Il synchronise ses informations avec la version sur PC via ActiveSync ou le Gestionnaire pour appareil Windows Mobile (sous Windows Vista). Il prend ainsi en compte les contacts, le calendrier, les tâches, les notes et enfin les courriels. Attention cependant, c'est UNIQUEMENT avec Outlook que ces informations pourront être synchronisées, Windows Calendar par exemple n'est pas supporté. La partie courriels peut accueillir un compte qui n'est pas celui utilisé par le PC (un assistant de création de compte est disponible sur le terminal Windows Mobile) et est compatible avec la technologie Push Mail de Microsoft, permettant de recevoir ses courriels en direct comme un simple SMS (nécessite Microsoft Exchange Server).

#### Courrier
La couche messagerie de Microsoft 365 Copilot sur mobile dispose des fonctionnalités suivantes :
- Push Mail par l'intermédiaire de Microsoft Exchange Server
- Gestion des dossiers Outlook PC
- SMS et MMS pour les téléphones mobiles
- Support de Windows Live Hotmail (version 6 et suivantes)
- Support du POP et IMAP
- Support des pièces jointes
- Support des courriels au format HTML (version 6 et suivantes)

#### Calendrier
Le calendrier de cette déclinaison d'Outlook inclut ces fonctions :
- Support vCal
- Vues Agenda, Jour, Semaine, Mois, Année et Calendrier lunaire
- Support des catégories
- Compatibilité Exchange Server
- Affichage de rappels pour les rendez-vous

#### Contacts
Le gestionnaire de contacts d'Outlook pour smartphones et tablettes inclut ces fonctions :
- Prise en charge des vCard
- Tri par catégories
- Recherche de contacts sur la base de données de l'appareil et sur un serveur Exchange
- Gestion des photos de contacts
- Possibilité d'assigner une sonnerie par appelant